# 福島県道21号喜多方会津坂下線
福島県道21号喜多方会津坂下線（ふくしまけんどう21ごう きたかたあいづばんげせん）は、福島県喜多方市から河沼郡会津坂下町に至る県道（主要地方道）である。

## 概要

### 路線データ
- 起点：喜多方市一丁目（国道459号交点）
- 終点：河沼郡会津坂下町市中一番甲
- 総延長： 12.144 km[要出典]
- 重用延長：0.059 km[要出典]
- 実延長：12.085 km[要出典]

## 歴史
- 1964年12月28日 - 建設省告示第3620号が公布され、福島県道喜多方会津坂下線が主要地方道喜多方会津坂下線として指定され、福島県によって現行の県道路線に認定される[1]。
- 1993年（平成5年）5月11日 - 建設省から、県道喜多方会津坂下線が喜多方会津坂下線として主要地方道に指定される[2]。

## 路線状況

### 重複区間
- 福島県道61号塩川山都線（喜多方市塩川町四奈川 地内）

### 道路施設
- 高吉橋
- 会青橋

## 地理

### 通過する自治体
- 喜多方市
- 河沼郡会津坂下町

### 交差する道路
- 喜多方市内
  - 国道459号（起点）
  - 福島県道210号喜多方停車場線（喜多方市大道田）
  - 福島県道61号塩川山都線 塩川方面（喜多方市塩川町四奈川）
  - 福島県道61号塩川山都線 山都方面（喜多方市塩川町四奈川）
- 会津坂下町内
  - 福島県道127号会津坂下塩川線（河沼郡会津坂下町三谷）
  - 国道49号（緑町交差点）
  - 福島県道22号会津坂下会津高田線（終点）

### 沿線にある施設など
- JR磐越西線 会津豊川駅
- 国指定史跡 亀ヶ森・鎮守森古墳